# Letní olympijské hry 1980
XXII. letní olympijské hry, oficiálně Hry XXII. olympiády, se uskutečnily ve dnech 19. července až 3. srpna 1980 v hlavním městě Sovětského svazu, Moskvě. Jednalo se teprve o první olympijské hry ve východním bloku. Her se zúčastnilo 5179 sportovců z 80 zemí, Československo reprezentovalo 211 sportovců, z toho 48 žen. V celkovém hodnocení se výprava se čtrnácti medailemi umístila na 13. místě.
Kvůli sovětské invazi do Afghánistánu (1979) byly hry velkou částí západních zemí bojkotovány. I přes to, že se mnoho sportovců těchto zemí her zúčastnilo pod olympijskou vlajkou, staly se v podstatě soubojem Sovětského svazu a východního Německa (NDR).
Často se zde vyskytovaly podvody a doping, obojí ovšem v té době neprokázané. V dodatečných průzkumech však byly anabolické látky nalezeny v 60 vzorcích moči sportovců.[zdroj?]

## Kandidatura
Na pořádání letních olympijských her v roce 1980 původně kandidovala Praha a v rámci příprav vznikl i karlínský hotel Olympik zprovozněný roku 1971. Po přihlášení Moskvy Praha z kandidatury odstoupila. Moskva nakonec zvítězila nad americkým Los Angeles při hlasování Mezinárodního olympijského výboru ve Vídni v roce 1974.

## Bojkot

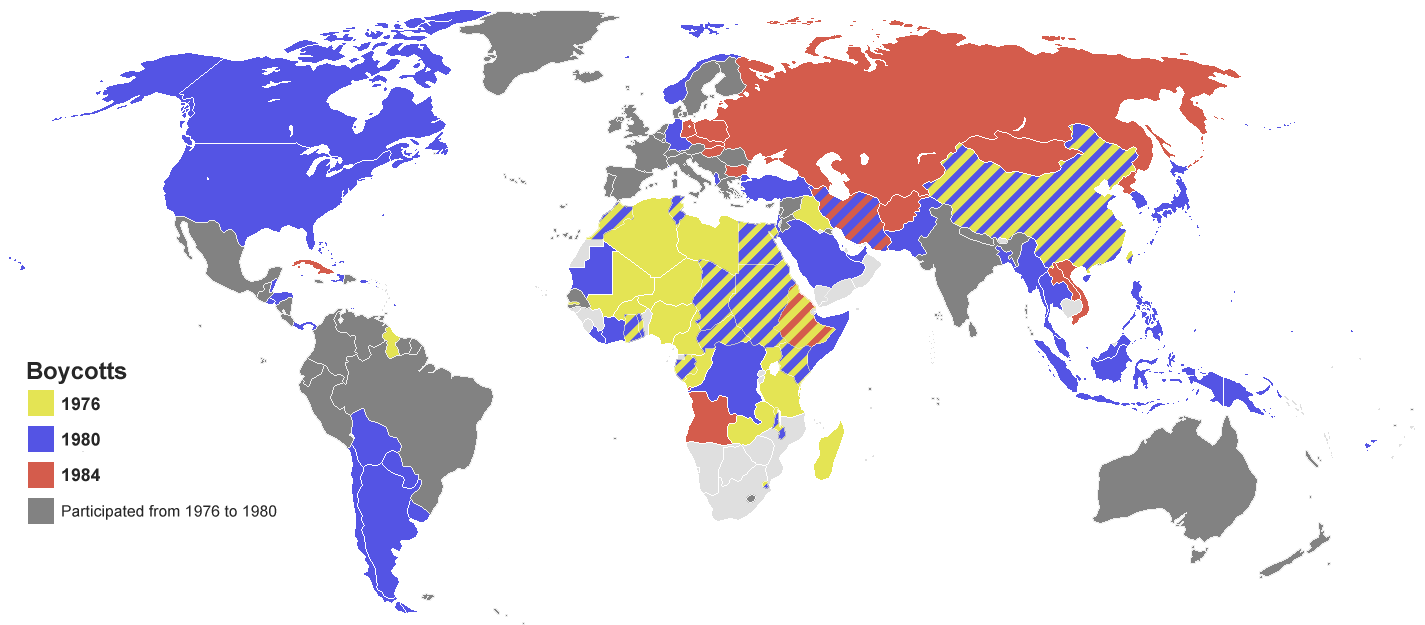
Mapa zemí které bojkotovaly OH

Sovětská invaze Afghánistánu v roce 1979 přiměla v lednu 1980 tehdejšího prezidenta USA Jimmyho Cartera k vyřčení ultimáta Sovětům na zanechání okupace Afghánistánu do jednoho měsíce pod hrozbou bojkotu nadcházejících olympijských her. Měsíc poté podala USA oficiální žádost o přeložení Olympijských her do jiné země, která byla ovšem zamítnuta. Po americké poradě 24. dubna, oznámil tehdejší prezident Olympijského výboru USA (United States Olympic Committee, USOC) Robert Kane Mezinárodnímu olympijskému výboru (International Olympic Committee, IOC), že USOC by bylo ochotné vyslat olympijskou výpravu do Moskvy, pokud by se naskytla „výrazná změna v této mezinárodní situaci“. Tehdejší prezident mezinárodního olympijského výboru Lord Killanin se proto rozhodl svolat schůzi s Jimmym Carterem a nejvyšším představitelem Sovětského svazu Leonidem Brežněvem, aby prodiskutoval bojkot ve snaze zachránit hry. Ani jedna ze stran ovšem své postavení nezměnila. Mezinárodní olympijská federace protestovala proti americkému bojkotu s tím, že nátlak Spojených států a ostatních zemí podporujících bojkot je nevhodný způsob k dosažení politických cílů a že hlavními oběťmi tohoto incidentu by byli atleti.
K bojkotu USA se okamžitě připojily ostatní státy jako Japonsko, Kanada, západní Německo, Čína a další. Velká Británie, Francie a Austrálie oficiálně podpořily bojkot, ale rozhodnutí, zda se účastnit na olympijských hrách, nechaly individuálně na sportovcích. Británie nakonec na tyto olympijské hry vyslala výpravu o 170 sportovcích. Výpravy podporující bojkot, které se účastnily olympijských her, však neměly právo na použití státních symbolů (vlajka, hymna) a byly často cenzurovány v televizních přenosech. Lord Killanin ovšem dovolil sportovcům, kteří byli kvalifikovaní v jejich Národních olympijských výborech (National Olympic Committee, NOC), aby startovali na hrách pod vlajkou jejich NOC. Při ceremoniálech byla státní hymna příslušníků nahrazena olympijskou hymnou.

## Sporty
- Atletika
- Basketbal
- Box
- Cyklistika
- Fotbal
- Sportovní gymnastika
- Házená
- Jachtink
- Jezdectví
- Judo
- Kanoistika
- Lukostřelba
- Moderní pětiboj
- Plavání
- Pozemní hokej
- Skoky do vody
- Sportovní střelba
- Šerm
- Veslování
- Vodní pólo
- Volejbal
- Vzpírání
- Zápas

## Počet medailí podle údajů mezinárodního olympijského výboru
| Pořadí | Země                                 | Zlato | Stříbro | Bronz | Celkem |
| ------ | ------------------------------------ | ----- | ------- | ----- | ------ |
| 1      | Sovětský svaz (URS)                  | 80    | 69      | 46    | 195    |
| 2      | Německá demokratická republika (GDR) | 47    | 37      | 42    | 126    |
| 3      | Bulharsko (BUL)                      | 8     | 16      | 17    | 41     |
| 4      | Kuba (CUB)                           | 8     | 7       | 5     | 20     |
| 5      | Itálie (ITA)                         | 8     | 3       | 4     | 15     |
| 6      | Maďarsko (HUN)                       | 7     | 10      | 15    | 32     |
| 7      | Rumunsko (ROU)                       | 6     | 6       | 13    | 25     |
| 8      | Francie (FRA)                        | 6     | 5       | 3     | 14     |
| 9      | Velká Británie (GBR)                 | 5     | 7       | 9     | 21     |
| 10     | Polsko (POL)                         | 3     | 14      | 15    | 32     |
| 11     | Švédsko (SWE)                        | 3     | 3       | 6     | 12     |
| 12     | Finsko (FIN)                         | 3     | 1       | 4     | 8      |
| 13     | Československo (TCH)                 | 2     | 3       | 9     | 14     |
| 14     | Jugoslávie (YUG)                     | 2     | 3       | 4     | 9      |
| 15     | Austrálie (AUS)                      | 2     | 2       | 5     | 9      |
| 16     | Dánsko (DEN)                         | 2     | 1       | 2     | 5      |
| 17     | Brazílie (BRA)                       | 2     | 0       | 2     | 4      |
| 17     | Etiopie (ETH)                        | 2     | 0       | 2     | 4      |
| 19     | Švýcarsko (SUI)                      | 2     | 0       | 0     | 2      |
| 20     | Španělsko (ESP)                      | 1     | 3       | 2     | 6      |
| 21     | Rakousko (AUT)                       | 1     | 2       | 1     | 4      |
| 22     | Řecko (GRE)                          | 1     | 0       | 2     | 3      |
| 23     | Belgie (BEL)                         | 1     | 0       | 0     | 1      |
| 23     | Indie (IND)                          | 1     | 0       | 0     | 1      |
| 23     | Zimbabwe (ZIM)                       | 1     | 0       | 0     | 1      |
| 26     | Severní Korea (PRK)                  | 0     | 3       | 2     | 5      |
| 27     | Mongolsko (MGL)                      | 0     | 2       | 2     | 4      |
| 28     | Tanzanie (TAN)                       | 0     | 2       | 0     | 2      |
| 29     | Mexiko (MEX)                         | 0     | 1       | 3     | 4      |
| 30     | Nizozemsko (NED)                     | 0     | 1       | 2     | 3      |
| 31     | Irsko (IRL)                          | 0     | 1       | 1     | 2      |
| 32     | Uganda (UGA)                         | 0     | 1       | 0     | 1      |
| 32     | Venezuela (VEN)                      | 0     | 1       | 0     | 1      |
| 34     | Jamajka (JAM)                        | 0     | 0       | 3     | 3      |
| 35     | Guyana (GUY)                         | 0     | 0       | 1     | 1      |
| 35     | Libanon (LIB)                        | 0     | 0       | 1     | 1      |
| Celkem | Celkem                               | 204   | 204     | 223   | 631    |

## Účastnické země
Her se zúčastnilo 81 zemí, ale zástupci Libérie z her odstoupili po absolvování slavnostního zahájení. Počet účastnických zemí tak klesl na 80.
I přes velký počet bojkotujících zemí vyslalo sedm států své sportovce na letní olympijské hry poprvé v historii: Angola, Botswana, Kypr, Jordánsko, Laos, Mosambik a Seychely.
Čísla v závorkách udávají počty sportovců zastupujících zemi. Kurzíva znamená, že země soutěžila pod olympijskou vlajkou.

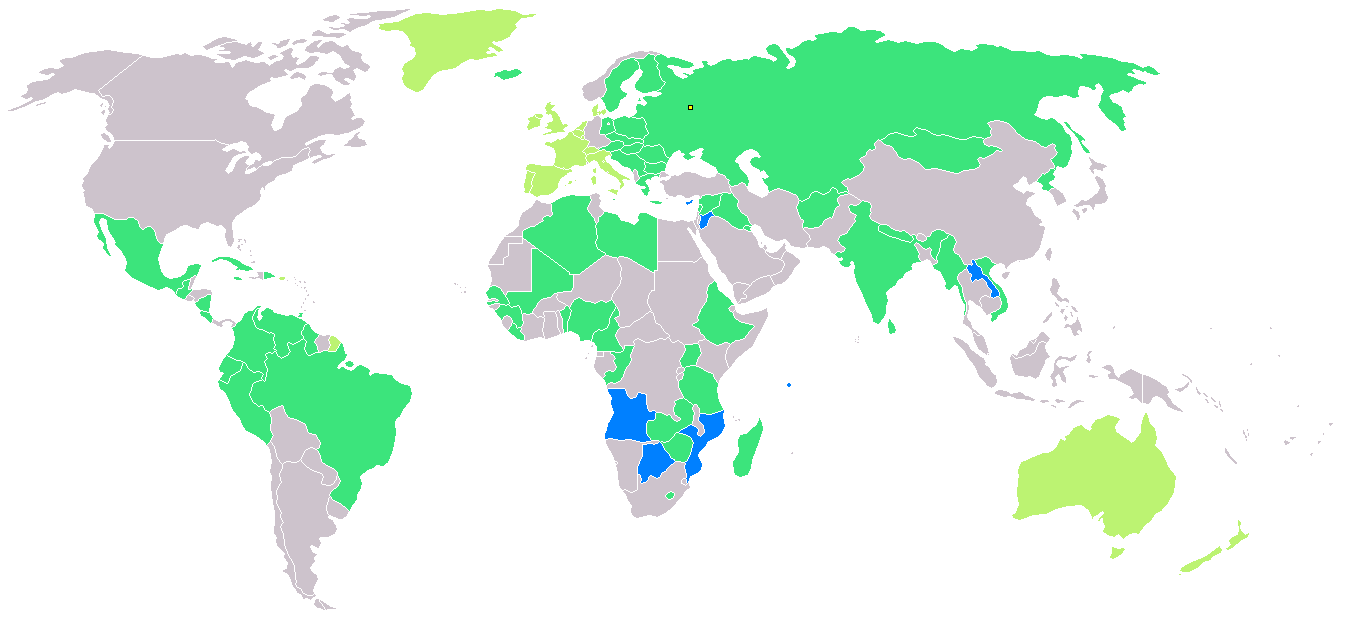
Účastnické země
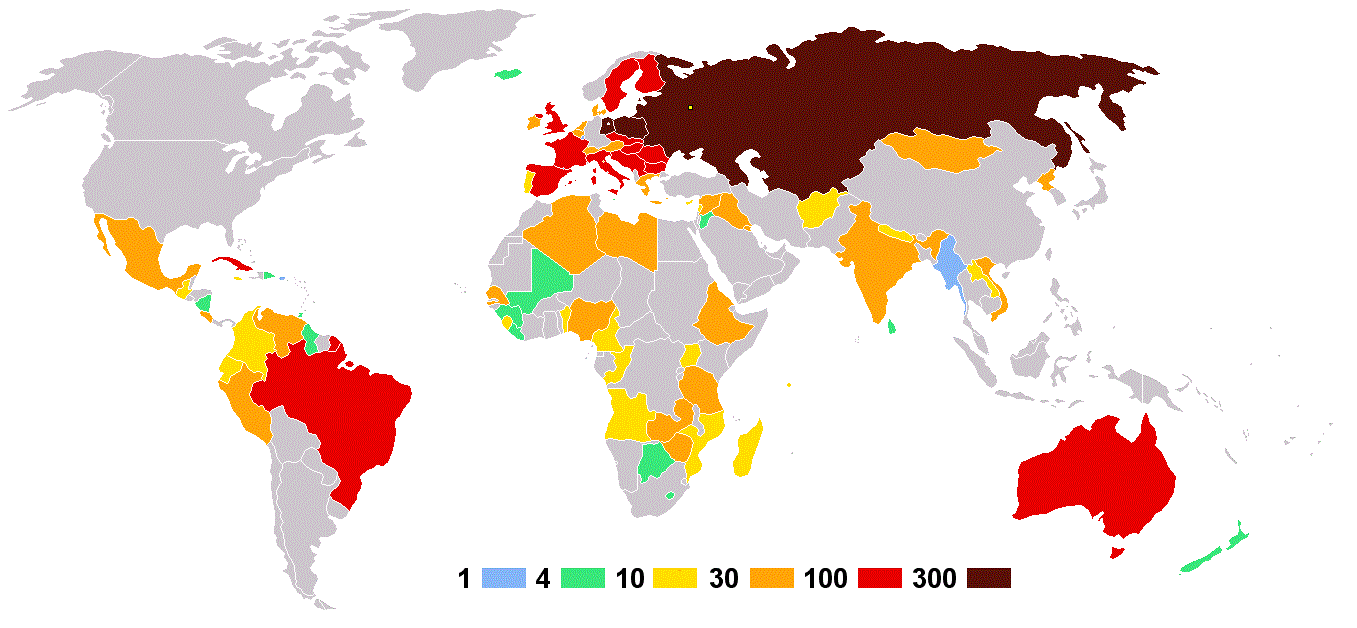
Počet sportovců zastupujících jednotlivé země

- Afghánistán (11)
- Alžírsko (59)
- Andorra (2)
- Angola (13)
- Austrálie (126)
- Barma (2)
- Belgie (61)
- Benin (17)
- Botswana (7)
- Brazílie (109)
- Bulharsko (295)
- Československo (216)
- Dánsko (63)
- Dominikánská republika (6)
- Ekvádor (11)
- Etiopie (41)
- Finsko (124)
- Francie (125)
- Guatemala (10)
- Guinea (9)
- Guyana (8)
- Indie (74)
- Irák (44)
- Irsko (48)
- Island (9)
- Itálie (163)
- Jamajka (18)
- Jordánsko (4)
- Jugoslávie (162)
- Kamerun (26)
- Kolumbie (23)
- Kostarika (30)
- Kuba (216)
- Kuvajt (58)
- Kypr (14)
- Laos (19)
- Libanon (17)
- Lesotho (5)
- Libérie (7)
- Libye (32)
- Lucembursko (3)
- Madagaskar (11)
- Maďarsko (279)
- Mali (7)
- Malta (8)
- Mexiko (45)
- Mongolsko (43)
- Mosambik (14)
- Německá demokratická republika (362)
- Nepál (11)
- Nizozemsko (86)
- Nikaragua (5)
- Nigérie (44)
- Nový Zéland (4)
- Peru (30)
- Polsko (320)
- Portugalsko (11)
- Portoriko (3)
- Rakousko (89)
- Konžská republika (23)
- Rumunsko (243)
- Řecko (42)
- San Marino (17)
- Senegal (32)
- Severní Korea (50)
- Seychely (11)
- Sierra Leone (14)
- Sovětský svaz (506) (hostitelská země)
- Sýrie (69)
- Španělsko (159)
- Srí Lanka (4)
- Švédsko (148)
- Švýcarsko (84)
- Tanzanie (41)
- Trinidad a Tobago (9)
- Uganda (13)
- Velká Británie (231)
- Venezuela (38)
- Vietnam (30)
- Zambie (40)
- Zimbabwe (46)